# Svetovno prvenstvo v hokeju na ledu 2007 - elitna divizija
Turnir elitne divizije Svetovnega prvenstva v hokeju na ledu 2007 se je odvijal od 27. aprila do 13. maja 2007. To je bilo 71. Svetovno prvenstvo v hokeju na ledu, vodila ga je Mednarodna hokejska zveza. Tekme so igrali v dvorani Hodinka Arena v Moskvi, Rusija; ter v dvorani Mitišči Arena v Mitiščiju, Rusija. Prvak je postala kanadska reprezentanca, najkoristnejši igralec pa je postal Kanadčan Rick Nash. Srebrno medaljo je osvojil finska reprezentanca, bron pa ruska.

## Sodelujoče države
| Skupina A - Italija (postava) - Latvija (postava) - Švedska (postava) - Švica (postava) | Skupina B - Avstrija (postava) - Belorusija (postava) - Češka (postava) - ZDA (postava) | Skupina C - Kanada (postava) - Slovaška (postava) - Nemčija (postava) - Norveška (postava) | Skupina D - Danska (postava) - Finska (postava) - Rusija (postava) - Ukrajina (postava) |

## Pravila
V uporabi je bil tritočkovni sistem za vsako tekmo: zmaga po rednem delu prinese 3 točke, zmaga po podaljšku 2 točki, poraz po podaljšku 1 točko in poraz po rednem delu 0 točk. V končnici se točk seveda ne deli, pač pa napreduje v višjo raven zmagovalno moštvo. V primeru izenačenja po rednem delu se igrajo podaljški 5 minut, nato sledijo kazenski streli. 

## Skupinski del
16 sodelujočih držav je bilo razvrščenih v naslednje 4 skupine. Najbolje uvrščene tri reprezentance iz skupine se prebijejo v Kvalifikacijski krog, najslabša gre v boj za obstanek v elitni diviziji.
|  | Reprezentanca napreduje v Kvalifikacijski krog |
|  | Reprezentanca gre v Boj za obstanek            |

### Skupina A
| Reprezentanca | OT | Z | ZP | PP | P | DG | PG | GR  | Toč |
| ------------- | -- | - | -- | -- | - | -- | -- | --- | --- |
| Švedska       | 3  | 3 | 0  | 0  | 0 | 21 | 3  | +18 | 9   |
| Švica         | 3  | 2 | 0  | 0  | 1 | 4  | 8  | -4  | 6   |
| Italija       | 3  | 0 | 1  | 0  | 2 | 6  | 12 | -6  | 2   |
| Latvija       | 3  | 0 | 0  | 1  | 2 | 6  | 14 | -8  | 1   |

| 28. april 2007 | Švica | 2 – 1 | Latvija | Hodinka Arena, Moskva |

| Poročilo tekme | Poročilo tekme                              | Poročilo tekme            | Poročilo tekme        | Poročilo tekme                       |
| -------------- | ------------------------------------------- | ------------------------- | --------------------- | ------------------------------------ |
| Začetek: 16:15 | A. Wichser 35:50 (ES) S. Jeannin 39:10 (ES) | ( 0 - 0 , 2 - 1 , 0 - 0 ) | 28:25 (ES) L. Dārziņš | Gledalci: 6.668 Sodnik: Guy Pellerin |

| 28. april 2007 | Švedska | 7 – 1 | Italija | Hodinka Arena, Moskva |

| Poročilo tekme | Poročilo tekme | Poročilo tekme            | Poročilo tekme          | Poročilo tekme                            |
| -------------- | --- | ------------------------- | ----------------------- | ----------------------------------------- |
| Začetek: 20:15 | J. Davidsson 15:31 (ES) F. Emvall 17:19 (PP) T. Mårtensson 23:40 (ES) F. Bremberg 25:17 (PP) J. Davidsson 28:43 (ES) J. Hedström 29:53 (ES) P. Hållberg 51:50 (PP) | ( 2 - 1 , 4 - 0 , 1 - 0 ) | 03:07 (PP) G. de Bettin | Gledalci: 4.420 Sodnik: Vjačeslav Bulanov |

| 30. april 2007 | Švica | 2 – 1 | Italija | Hodinka Arena, Moskva |

| Poročilo tekme | Poročilo tekme                               | Poročilo tekme            | Poročilo tekme        | Poročilo tekme                         |
| -------------- | -------------------------------------------- | ------------------------- | --------------------- | -------------------------------------- |
| Začetek: 16:15 | G. Bezina 15:44 (PP) I. Rüthemann 51:57 (ES) | ( 1 - 0 , 0 - 0 , 1 - 1 ) | 44:18 (ES) L. Ansoldi | Gledalci: 6.520 Sodnik: Richard Schütz |

| 30. april 2007 | Latvija | 2 – 8 | Švedska | Hodinka Arena, Moskva |

| Poročilo tekme | Poročilo tekme                                 | Poročilo tekme            | Poročilo tekme | Poročilo tekme                      |
| -------------- | ---------------------------------------------- | ------------------------- | --- | ----------------------------------- |
| Začetek: 20:15 | K. Daugaviņš 41:00 (PP) A. Širokovs 42:31 (ES) | ( 0 - 1 , 0 - 3 , 2 - 4 ) | 00:29 (ES) N. Bäckström 26:28 (ES) J. Akerman 28:03 (PP) R. Wallin 38:15 (ES) F. Bremberg 43:08 (ES) M. Johansson 55:13 (ES) P. Hornqvist 56:30 (ES) F. Warg 57:15 (ES) D. Tärnström | Gledalci: 5.250 Sodnik: Peter Jonák |

| 2. maj 2007 | Italija | 4 – 3 (OT) | Latvija | Hodinka Arena, Moskva |

| Poročilo tekme | Poročilo tekme                                                                           | Poročilo tekme                    | Poročilo tekme                                                      | Poročilo tekme                       |
| -------------- | ---------------------------------------------------------------------------------------- | --------------------------------- | ------------------------------------------------------------------- | ------------------------------------ |
| Začetek: 16:15 | J. Cirone 23:03 (PP) L. Ansoldi 56:41 (ES) C. Borgatello 57:41 (ES) J. Cirone 64:10 (ES) | ( 0 - 1 , 1 - 0 , 2 - 2 , 1 - 0 ) | 14:51 (PP) L. Dārziņš 51:43 (ES) K. Daugaviņš 58:09 (ES) L. Dārziņš | Gledalci: 6.180 Sodnik: Guy Pellerin |

| 2. maj 2007 | Švedska | 6 – 0 | Švica | Hodinka Arena, Moskva |

| Poročilo tekme | Poročilo tekme | Poročilo tekme            | Poročilo tekme | Poročilo tekme                     |
| -------------- | --- | ------------------------- | -------------- | ---------------------------------- |
| Začetek: 20:15 | M. Thörnberg 21:00 (ES) A. Strålman 23:46 (PP) P. Hörnqvist 24:43 (PP) J. Davidsson 27:42 (ES) J. Davidsson 38:22 (PP) R. Wallin 47:00 (PP) | ( 0 - 0 , 5 - 0 , 1 - 0 ) |                | Gledalci: 4.900 Sodnik: Ole Hansen |

### Skupina B
| Reprezentanca | OT | Z | ZP | PP | P | DG | PG | GR  | Toč |
| ------------- | -- | - | -- | -- | - | -- | -- | --- | --- |
| Češka         | 3  | 3 | 0  | 0  | 0 | 18 | 6  | +12 | 9   |
| ZDA           | 3  | 2 | 0  | 0  | 1 | 14 | 7  | +7  | 6   |
| Belorusija    | 3  | 1 | 0  | 0  | 2 | 8  | 15 | -7  | 3   |
| Avstrija      | 3  | 0 | 0  | 0  | 3 | 5  | 17 | -12 | 0   |

| 27. april 2007 | ZDA | 6 – 2 | Avstrija | Mitišči Arena, Mitišči |

| Poročilo tekme | Poročilo tekme | Poročilo tekme            | Poročilo tekme                              | Poročilo tekme                        |
| -------------- | --- | ------------------------- | ------------------------------------------- | ------------------------------------- |
| Začetek: 16:15 | P. Kessel 01:59 (ES) T. Petersen 10:22 (ES) L. Stempniak 17:19 (PP) C. Clark 20:24 (ES) E. Cole 40:14 (ES) B. Bochenski 53:02 (PP) | ( 3 - 1 , 1 - 1 , 2 - 0 ) | 14:51 (ES) R. Divis 30:51 (ES) O. Setzinger | Gledalci: 1.900 Sodnik: Danny Kurmann |

| 27. april 2007 | Belorusija | 2 – 8 | Češka | Mitišči Arena, Mitišči |

| Poročilo tekme | Poročilo tekme                                  | Poročilo tekme            | Poročilo tekme | Poročilo tekme                       |
| -------------- | ----------------------------------------------- | ------------------------- | --- | ------------------------------------ |
| Začetek: 20:15 | O. Antonenko 16:18 (ES) O. Antonenko 27:40 (ES) | ( 1 - 4 , 1 - 1 , 0 - 3 ) | 07:57 (PP) J. Hlinka 10:19 (PP) D. Výborný 16:31 (ES) T. Plekanec 18:41 (SH) R. Olesz 27:21 (ES) P. Sýkora 42:27 (ES) T. Plekanec 45:13 (PP) J. Marek 45:28 (ES) Z. Irgl | Gledalci: 5.400 Sodnik: Brent Reiber |

| 29. april 2007 | Češka | 6 – 1 | Avstrija | Mitišči Arena, Mitišči |

| Poročilo tekme | Poročilo tekme | Poročilo tekme            | Poročilo tekme      | Poročilo tekme                     |
| -------------- | --- | ------------------------- | ------------------- | ---------------------------------- |
| Začetek: 16:15 | P. Sýkora 03:55 (PP) J. Hlinka 10:04 (ES) P. Čáslava 31:02 (PP) M. Barinka 44:07 (ES) J. Hlinka 48:24 (ES) J. Marek 55:07 (PP) | ( 2 - 0 , 1 - 1 , 3 - 0 ) | 37:08 (PP) R. Divis | Gledalci: 2.500 Sodnik: Ole Hansen |

| 29. april 2007 | ZDA | 5 – 1 | Belorusija | Mitišči Arena, Mitišči |

| Poročilo tekme | Poročilo tekme                                                                                                 | Poročilo tekme            | Poročilo tekme          | Poročilo tekme                            |
| -------------- | --- | ------------------------- | ----------------------- | ----------------------------------------- |
| Začetek: 20:15 | J. Johnson 02:40 (ES) L. Stempniak 04:47 (ES) C. Larose 17:45 (ES) C. Clark 24:30 (ES) L. Stempniak 35:05 (PP) | ( 3 - 0 , 2 - 0 , 0 - 1 ) | 43:31 (ES) O. Antonenko | Gledalci: 3.600 Sodnik: Marcus Vinnerborg |

| 1. maj 2007 | Avstrija | 2 – 5 | Belorusija | Mitišči Arena, Mitišči |

| Poročilo tekme | Poročilo tekme                          | Poročilo tekme            | Poročilo tekme                                                                                              | Poročilo tekme                    |
| -------------- | --------------------------------------- | ------------------------- | --- | --------------------------------- |
| Začetek: 16:15 | A. Lakos 18:40 (PP) A. Lakos 24:26 (PP) | ( 1 - 2 , 1 - 2 , 0 - 1 ) | 03:06 (PP) A. Glebov 17:48 (ES) D. Dudik 27:10 (PP) A. Ugarov 33:14 (PP) O. Antonenko 54:34 (ES) A. Kulakov | Gledalci: 4.700 Sodnik: Jyri Rönn |

| 1. maj 2007 | Češka | 4 – 3 | ZDA | Mitišči Arena, Mitišči |

| Poročilo tekme | Poročilo tekme                                                                      | Poročilo tekme            | Poročilo tekme                                                    | Poročilo tekme                            |
| -------------- | ----------------------------------------------------------------------------------- | ------------------------- | ----------------------------------------------------------------- | ----------------------------------------- |
| Začetek: 20:15 | P. Čáslava 16:52 (PP) Z. Irgl 34:37 (ES) P. Tenkrát 47:51 (ES) J. Bednář 58:52 (ES) | ( 1 - 0 , 1 - 1 , 2 - 2 ) | 24:42 (PP) R. Suter 53:59 (SH) C. LaRose 55:37 (PP) A. Hutchinson | Gledalci: 6.100 Sodnik: Vjačeslav Bulanov |

### Skupina C
| Reprezentanca | OT | Z | ZP | PP | P | DG | PG | GR | Toč |
| ------------- | -- | - | -- | -- | - | -- | -- | -- | --- |
| Kanada        | 3  | 3 | 0  | 0  | 0 | 12 | 8  | +4 | 9   |
| Slovaška      | 3  | 2 | 0  | 0  | 1 | 12 | 6  | +6 | 6   |
| Nemčija       | 3  | 1 | 0  | 0  | 2 | 8  | 11 | -3 | 3   |
| Norveška      | 3  | 0 | 0  | 0  | 3 | 5  | 12 | -7 | 0   |

| 28. april 2007 | Nemčija | 2 – 3 | Kanada | Mitišči Arena, Mitišči |

| Poročilo tekme | Poročilo tekme                               | Poročilo tekme            | Poročilo tekme                                                | Poročilo tekme                    |
| -------------- | -------------------------------------------- | ------------------------- | ------------------------------------------------------------- | --------------------------------- |
| Začetek: 16:15 | C. Ullmann 09:51 (ES) R. Dietrich 21:23 (ES) | ( 1 - 1 , 1 - 1 , 0 - 1 ) | 17:39 (ES) J. Mayers 20:53 (ES) E. Staal 51:42 (ES) J. Mayers | Gledalci: 4.300 Sodnik: Jyri Rönn |

| 28. april 2007 | Slovaška | 3 – 0 | Norveška | Mitišči Arena, Mitišči |

| Poročilo tekme | Poročilo tekme                                                   | Poročilo tekme            | Poročilo tekme | Poročilo tekme                       |
| -------------- | ---------------------------------------------------------------- | ------------------------- | -------------- | ------------------------------------ |
| Začetek: 20:15 | M. Uram 12:00 (ES) Z. Chára 12:51 (ES) B. Radivojevič 37:39 (PP) | ( 2 - 0 , 1 - 0 , 0 - 0 ) |                | Gledalci: 2.800 Sodnik: Brent Reiber |

| 30. april 2007 | Slovaška | 5 – 1 | Nemčija | Mitišči Arena, Mitišči |

| Poročilo tekme | Poročilo tekme                                                                                                  | Poročilo tekme            | Poročilo tekme        | Poročilo tekme                        |
| -------------- | --- | ------------------------- | --------------------- | ------------------------------------- |
| Začetek: 16:15 | P. Podhradský 08:14 (PP) P. Podhradský 22:42 (PP) R. Kapuš 49:15 (ES) M. Gáborík 56:53 (ES) R. Somík 58:16 (ES) | ( 1 - 0 , 1 - 0 , 3 - 1 ) | 47:30 (ES) C. Ullmann | Gledalci: 3.800 Sodnik: Danny Kurmann |

| 30. april 2007 | Kanada | 4 – 2 | Norveška | Mitišči Arena, Mitišči |

| Poročilo tekme | Poročilo tekme                                                                     | Poročilo tekme            | Poročilo tekme                                | Poročilo tekme                            |
| -------------- | ---------------------------------------------------------------------------------- | ------------------------- | --------------------------------------------- | ----------------------------------------- |
| Začetek: 20:15 | R. Nash 13:24 (PP) J. Chimera 15:17 (ES) S. Doan 40:22 (PP) J. Williams 49:44 (PP) | ( 2 - 1 , 0 - 1 , 2 - 0 ) | 09:29 (ES) L. E. Spets 32:14 (PP) J. Andersen | Gledalci: 3.300 Sodnik: Vjačeslav Bulanov |

| 2. maj 2007 | Norveška | 3 – 5 | Nemčija | Mitišči Arena, Mitišči |

| Poročilo tekme | Poročilo tekme                                               | Poročilo tekme            | Poročilo tekme                                                                                      | Poročilo tekme                    |
| -------------- | ------------------------------------------------------------ | ------------------------- | --------------------------------------------------------------------------------------------------- | --------------------------------- |
| Začetek: 16:15 | M. Trygg 22:08 (ES) M. Ask 23:02 (PP) L. E. Spets 23:50 (ES) | ( 0 - 2 , 3 - 3 , 0 - 0 ) | 08:11 (PP) M. Hackert 14:45 (PP) M. Wolf 24:25 (ES) M. Wolf 26:58 (PP) J. Tripp 32:51 (ES) A. Bárta | Gledalci: 2.200 Sodnik: Jyri Rönn |

| 2. maj 2007 | Kanada | 5 – 4 | Slovaška | Mitišči Arena, Mitišči |

| Poročilo tekme | Poročilo tekme                                                                                          | Poročilo tekme            | Poročilo tekme                                                                   | Poročilo tekme                            |
| -------------- | --- | ------------------------- | -------------------------------------------------------------------------------- | ----------------------------------------- |
| Začetek: 20:15 | C. Murphy 03:39 (PP) J. Mayers 20:25 (ES) E. Brewer 31:27 (PP) D. Hamhuis 35:09 (ES) R. Nash 49:02 (PP) | ( 1 - 1 , 3 - 2 , 1 - 1 ) | 02:05 (PP) M. Jurcina 33:48 (ES) M. Hossa 37:37 (ES) M. Uram 43:38 (ES) M. Satan | Gledalci: 6.500 Sodnik: Markus Vinnerborg |

### Skupina D
| Reprezentanca | OT | Z | ZP | PP | P | DG | PG | GR  | Toč |
| ------------- | -- | - | -- | -- | - | -- | -- | --- | --- |
| Rusija        | 3  | 3 | 0  | 0  | 0 | 22 | 6  | +16 | 9   |
| Finska        | 3  | 2 | 0  | 0  | 1 | 15 | 7  | +8  | 6   |
| Danska        | 3  | 1 | 0  | 0  | 2 | 7  | 18 | -11 | 3   |
| Ukrajina      | 3  | 0 | 0  | 0  | 3 | 4  | 17 | -13 | 0   |

| 27. april 2007 | Ukrajina | 0 – 5 | Finska | Hodinka Arena, Moskva |

| Poročilo tekme | Poročilo tekme | Poročilo tekme            | Poročilo tekme | Poročilo tekme                      |
| -------------- | -------------- | ------------------------- | --- | ----------------------------------- |
| Začetek: 17:15 |                | ( 0 - 1 , 0 - 3 , 0 - 1 ) | 12:07 (ES) P. Saravo 24:06 (ES) S. Bergenheim 27:18 (PP) T. Pärssinen 33:08 (PP) T. Pärssinen 51:28 (SH) P. Kontiola | Gledalci: 6.500 Sodnik: Milan Minář |

| 27. april 2007 | Rusija | 9 – 1 | Danska | Hodinka Arena, Moskva |

| Poročilo tekme | Poročilo tekme | Poročilo tekme            | Poročilo tekme      | Poročilo tekme                          |
| -------------- | --- | ------------------------- | ------------------- | --------------------------------------- |
| Začetek: 21:15 | D. Zaripov 00:28 (ES) I. Nikulin 03:32 (ES) J. Malkin 03:54 (ES) P. Sčastlivij 22:24 (ES) A. Markov 25:38 (PP) A. Morozov 27:20 (ES) N. Kulemin 29:44 (ES) A. Ovečkin 32:13 (ES) A. Frolov 55:43 (PP) | ( 3 - 1 , 5 - 0 , 1 - 0 ) | 17:20 (ES) P. Regin | Gledalci: 12.000 Sodnik: Richard Schütz |

| 29. april 2007 | Finska | 6 – 2 | Danska | Hodinka Arena, Moskva |

| Poročilo tekme | Poročilo tekme | Poročilo tekme            | Poročilo tekme                                 | Poročilo tekme                      |
| -------------- | --- | ------------------------- | ---------------------------------------------- | ----------------------------------- |
| Začetek: 16:15 | P. Nummelin 07:36 (PP) M. Koivu 14:09 (SH) P. Nummelin 18:48 (PP) V. Peltonen 23:28 (PP) A.P. Berg 41:37 (ES) J. Hentunen 50:42 (PP) | ( 3 - 1 , 1 - 0 , 2 - 1 ) | 12:49 (PP) J. Damgaard 54:43 (ES) C. Kjærgaard | Gledalci: 6.620 Sodnik: Peter Jonák |

| 29. april 2007 | Rusija | 8 – 1 | Ukrajina | Hodinka Arena, Moskva |

| Poročilo tekme | Poročilo tekme | Poročilo tekme           | Poročilo tekme           | Poročilo tekme                      |
| -------------- | --- | ------------------------ | ------------------------ | ----------------------------------- |
| Začetek: 20:15 | A. Mozorov 09:38 (PP) S. Zinovjev 12:22 (PP) I. Nikulin 25:15 (ES) V. Proškin 32:01 (ES) A. Mozorov 39:19 (PP) A. Radulov 45:40 (PP) A. Mozorov 51:40 (ES) A. Frolov 56:37 (PP) | ( 2 - 1 , 3 - 0, 3 - 0 ) | 04:00 (PP) S. Klimentjev | Gledalci: 6.620 Sodnik: Milan Minář |

| 1. maj 2007 | Danska | 4 – 3 | Ukrajina | Hodinka Arena, Moskva |

| Poročilo tekme | Poročilo tekme                                                                     | Poročilo tekme            | Poročilo tekme                                                          | Poročilo tekme                       |
| -------------- | ---------------------------------------------------------------------------------- | ------------------------- | ----------------------------------------------------------------------- | ------------------------------------ |
| Začetek: 16:15 | K. Starkov 01:26 (ES) R. Pander 10:31 (ES) K. Staal 13:13 (ES) K. Staal 30:36 (PP) | ( 3 - 2 , 1 - 0 , 0 - 1 ) | 07:36 (ES) O. Materuhin 13:39 (ES) O. Matvijčuk 52:23 (ES) V. Zavalnjuk | Gledalci: 6.720 Sodnik: Brent Reiber |

| 1. maj 2007 | Finska | 4 – 5 | Rusija | Hodinka Arena, Moskva |

| Poročilo tekme | Poročilo tekme                                                                           | Poročilo tekme            | Poročilo tekme                                                                                                  | Poročilo tekme                        |
| -------------- | ---------------------------------------------------------------------------------------- | ------------------------- | --- | ------------------------------------- |
| Začetek: 20:15 | T. Ruutu 13:11 (PP) J. Hentunen 43:37 (ES) J. Lehtinen 48:53 (PP) P. Nummelin 54:09 (PP) | ( 1 - 2 , 0 - 2 , 3 - 1 ) | 06:38 (ES) N. Kulemin 17:40 (PP) D. Zaripov 23:49 (PP) S. Gončar 26:08 (PP) A. Morozov 52:21 (ES) P. Sčastlivij | Gledalci: 12.000 Sodnik: Guy Pellerin |

## Kvalifikacijski krog
3 najbolje uvrščene reprezentance iz vsake skupine se uvrstijo v Kvalifikacijski krog. Skupini v Kvalifikacijskem krogu sta skupini E in F, reprezentance iz skupin A in D gredo v skupino E, reprezentance iz skupin B in C pa v skupino F.
Vsaka reprezentanca igra tri tekme v Kvalifikacijskem krogu, eno proti vsaki reprezentanci iz druge skupine. Te 3 tekme skupaj z 2 že odigranima tekmama proti reprezentancama iz svoje skupine štejejo za končno razvrstitev v skupinah E in F. 
4 najbolje uvrščene reprezentance iz skupin E in F napredujejo v četrtfinale.
|  | Reprezentanca napreduje v Končnico |

### Skupina E
| Reprezentanca | OT | Z | ZP | PP | P | DG | PG | GR  | Toč |
| ------------- | -- | - | -- | -- | - | -- | -- | --- | --- |
| Rusija        | 5  | 5 | 0  | 0  | 0 | 27 | 10 | +17 | 15  |
| Švedska       | 5  | 4 | 0  | 0  | 1 | 21 | 7  | +14 | 12  |
| Finska        | 5  | 3 | 0  | 0  | 2 | 15 | 8  | +7  | 9   |
| Švica         | 5  | 2 | 0  | 0  | 3 | 9  | 16 | -7  | 6   |
| Danska        | 5  | 1 | 0  | 0  | 4 | 11 | 26 | -15 | 3   |
| Italija       | 5  | 0 | 0  | 0  | 5 | 4  | 20 | -16 | 0   |

| 3. maj 2007 | Švica | 0 – 2 | Finska | Hodinka Arena, Moskva |

| Poročilo tekme | Poročilo tekme | Poročilo tekme            | Poročilo tekme                             | Poročilo tekme                      |
| -------------- | -------------- | ------------------------- | ------------------------------------------ | ----------------------------------- |
| Začetek: 16:15 |                | ( 0 - 0 , 0 - 0 , 0 - 2 ) | 51:37 (PP) T. Ruutu 59:46 (EN) V. Peltonen | Gledalci: 5.010 Sodnik: Peter Jonák |

| 3. maj 2007 | Danska | 2 – 5 | Švedska | Hodinka Arena, Moskva |

| Poročilo tekme | Poročilo tekme                           | Poročilo tekme            | Poročilo tekme | Poročilo tekme                      |
| -------------- | ---------------------------------------- | ------------------------- | --- | ----------------------------------- |
| Začetek: 20:15 | M. Madsen 02:27 (ES) P. Regin 06:40 (PP) | ( 2 - 2 , 0 - 1 , 0 - 2 ) | 13:38 (PP) K. Jönsson 17:57 (PP) J. Åkerman 33:49 (PP) J. Davidsson 57:23 (ES) M. Johansson 59:53 (SH) J. Davidsson | Gledalci: 3.800 Sodnik: Milan Minář |

| 4. maj 2007 | Rusija | 3 – 0 | Italija | Hodinka Arena, Moskva |

| Poročilo tekme | Poročilo tekme                                                    | Poročilo tekme            | Poročilo tekme | Poročilo tekme                          |
| -------------- | ----------------------------------------------------------------- | ------------------------- | -------------- | --------------------------------------- |
| Začetek: 20:15 | I. Kovalčuk 34:17 (ES) A. Frolov 53:35 (ES) A. Morozov 59:56 (PP) | ( 0 - 0 , 1 - 0 , 2 - 0 ) |                | Gledalci: 10.100 Sodnik: Richard Schütz |

| 5. maj 2007 | Švica | 4 – 1 | Danska | Hodinka Arena, Moskva |

| Poročilo tekme | Poročilo tekme                                                                            | Poročilo tekme            | Poročilo tekme         | Poročilo tekme                             |
| -------------- | ----------------------------------------------------------------------------------------- | ------------------------- | ---------------------- | ------------------------------------------ |
| Začetek: 16:15 | T. Monnet 13:19 (PP) P. DiPietro 26:20 (PP) J. Sprunger 32:06 (ES) J. Sprunger 49:34 (ES) | ( 1 - 0 , 2 - 1 , 1 - 0 ) | 36:41 (PP) J. Damgaard | Gledalci: 6.200 Sodnik: Vyacheslav Bulanov |

| 5. maj 2007 | Finska | 3 – 0 | Italija | Hodinka Arena, Moskva |

| Poročilo tekme | Poročilo tekme                                                       | Poročilo tekme            | Poročilo tekme | Poročilo tekme                     |
| -------------- | -------------------------------------------------------------------- | ------------------------- | -------------- | ---------------------------------- |
| Začetek: 20:15 | J. Viuhkola 07:29 (PP) J. Hentunen 18:48 (ES) J. Viuhkola 42:31 (ES) | ( 2 - 0 , 0 - 0 , 1 - 0 ) |                | Gledalci: 4.815 Sodnik: Ole Hansen |

| 6. maj 2007 | Rusija | 6 – 3 | Švica | Hodinka Arena, Moskva |

| Poročilo tekme | Poročilo tekme | Poročilo tekme            | Poročilo tekme                                                     | Poročilo tekme                       |
| -------------- | --- | ------------------------- | ------------------------------------------------------------------ | ------------------------------------ |
| Začetek: 16:15 | S. Zinovjev 00:34 (ES) I. Kovalčuk 13:50 (ES) D. Zaripov 29:44 (ES) A. Markov 42:00 (ES) A. Frolov 45:45 (PP) P. Sčastlivij 49:32 (ES) | ( 2 - 0 , 1 - 1 , 3 - 2 ) | 38:51 (PP) M. Streit 42:26 (ES) P. DiPietro 51:30 (ES) M. Reichert | Gledalci: 12.000 Sodnik: Milan Minář |

| 6. maj 2007 | Švedska | 1 – 0 | Finska | Hodinka Arena, Moskva |

| Poročilo tekme | Poročilo tekme        | Poročilo tekme      | Poročilo tekme | Poročilo tekme                       |
| -------------- | --------------------- | ------------------- | -------------- | ------------------------------------ |
| Začetek: 20:15 | J. Åkerman 15.53 (ES) | ( 1-0 , 0-0 , 0-0 ) |                | Gledalci: 7.200 Sodnik: Brent Reiber |

| 7. maj 2007 | Italija | 2 – 5 | Danska | Hodinka Arena, Moskva |

| Poročilo tekme | Poročilo tekme                                | Poročilo tekme      | Poročilo tekme | Poročilo tekme                      |
| -------------- | --------------------------------------------- | ------------------- | --- | ----------------------------------- |
| Začetek: 16:15 | G. de Bettin 30:47 (ES) R. Ramoser 35:58 (ES) | ( 0-3 , 2-0 , 0-2 ) | 03:46 (PP) B. Nordby Tranholm 04:23 (ES) P. Regin 06:30 (ES) J. Nielsen 49:04 (ES) R. Olsen 55:29 (ES) M. Christensen | Gledalci: 6.000 Sodnik: Peter Jonák |

| 7. maj 2007 | Švedska | 2 – 4 | Rusija | Hodinka Arena, Moskva |

| Poročilo tekme | Poročilo tekme                              | Poročilo tekme      | Poročilo tekme                                                                           | Poročilo tekme                        |
| -------------- | ------------------------------------------- | ------------------- | ---------------------------------------------------------------------------------------- | ------------------------------------- |
| Začetek: 20:15 | M. Thörnberg 08:43 (PP) A. Steen 38:22 (ES) | ( 1-1 , 1-1 , 0-2 ) | 17:39 (PS) A. Morozov 23:27 (ES) D. Grebeškov 49:51 (ES) J. Malkin 56:33 (ES) A. Morozov | Gledalci: 15.000 Sodnik: Guy Pellerin |

### Skupina F
| Reprezentanca | OT | Z | ZP | PP | P | DG | PG | GR  | Toč |
| ------------- | -- | - | -- | -- | - | -- | -- | --- | --- |
| Kanada        | 5  | 4 | 1  | 0  | 0 | 24 | 15 | +9  | 14  |
| ZDA           | 5  | 3 | 0  | 0  | 2 | 18 | 13 | +5  | 9   |
| Slovaška      | 5  | 3 | 0  | 0  | 2 | 18 | 15 | +3  | 9   |
| Češka         | 5  | 2 | 0  | 1  | 2 | 17 | 14 | +3  | 7   |
| Nemčija       | 5  | 2 | 0  | 0  | 3 | 11 | 16 | -5  | 6   |
| Belorusija    | 5  | 0 | 0  | 0  | 5 | 14 | 29 | -15 | 0   |

| 3. maj 2007 | ZDA | 4 – 2 | Slovaška | Mitišči Arena, Mitišči |

| Poročilo tekme | Poročilo tekme                                                                             | Poročilo tekme            | Poročilo tekme                            | Poročilo tekme                       |
| -------------- | ------------------------------------------------------------------------------------------ | ------------------------- | ----------------------------------------- | ------------------------------------ |
| Začetek: 16:15 | A. Hutchinson 08:17 (ES) D. Backes 12:27 (SH) P. Kessel 24:52 (ES) B. Bochenski 32:37 (PP) | ( 2 - 1 , 2 - 0 , 0 - 1 ) | 13:08 (ES) Z. Chára 51:21 (ES) M. Gáborík | Gledalci: 2.000 Sodnik: Danny Kurman |

| 3. maj 2007 | Nemčija | 2 – 0 | Češka | Mitišči Arena, Mitišči |

| Poročilo tekme | Poročilo tekme                           | Poročilo tekme            | Poročilo tekme | Poročilo tekme                            |
| -------------- | ---------------------------------------- | ------------------------- | -------------- | ----------------------------------------- |
| Začetek: 20:15 | M. Hackert 19:50 (PP) M. Wolf 58:19 (ES) | ( 1 - 0 , 0 - 0 , 1 - 0 ) |                | Gledalci: 2.600 Sodnik: Marcus Vinnerborg |

| 4. maj 2007 | Kanada | 6 – 3 | Belorusija | Hodinka Arena, Moskva |

| Poročilo tekme | Poročilo tekme | Poročilo tekme            | Poročilo tekme                                                     | Poročilo tekme                      |
| -------------- | --- | ------------------------- | ------------------------------------------------------------------ | ----------------------------------- |
| Začetek: 16:15 | S. Doan 22:38 (SH) S. Doan 25:15 (PP) J. Toews 28:32 (ES) S. Doan 29:13 (ES) M. Cammalleri 36:20 (ES) M. Lombardi 56:15 (ES) | ( 0 - 1 , 5 - 0 , 1 - 2 ) | 08:43 (PP) A. Ugarov 49:58 (ES) A. Rjadinski 58:53 (PP) D. Meleško | Gledalci: 6.200 Sodnik: Peter Jonák |

| 5. maj 2007 | ZDA | 3 – 0 | Nemčija | Mitišči Arena, Mitišči |

| Poročilo tekme | Poročilo tekme                                                      | Poročilo tekme            | Poročilo tekme | Poročilo tekme                    |
| -------------- | ------------------------------------------------------------------- | ------------------------- | -------------- | --------------------------------- |
| Začetek: 16:15 | P. Stastny 02:33 (PP) P. Stastny 35:26 (ES) L. Stempniak 43:31 (ES) | ( 1 - 0 , 1 - 0 , 1 - 0 ) |                | Gledalci: 2.200 Sodnik: Jyri Rönn |

| 5. maj 2007 | Češka | 2 – 3 | Slovaška | Mitišči Arena, Mitišči |

| Poročilo tekme | Poročilo tekme                              | Poročilo tekme            | Poročilo tekme                                                  | Poročilo tekme                            |
| -------------- | ------------------------------------------- | ------------------------- | --------------------------------------------------------------- | ----------------------------------------- |
| Začetek: 20:15 | T. Plekanec 08:02 (PP) R. Klesla 54:03 (ES) | ( 1 - 0 , 0 - 2 , 1 - 1 ) | 22:24 (ES) P. Demitra 30:44 (ES) R. Kapuš 53:18 (ES) M. Gáborík | Gledalci: 3.400 Sodnik: Marcus Vinnerborg |

| 6. maj 2007 | Slovaška | 4 – 3 | Belorusija | Mitišči Arena, Mitišči |

| Poročilo tekme | Poročilo tekme                                                                        | Poročilo tekme           | Poročilo tekme                                                    | Poročilo tekme                    |
| -------------- | ------------------------------------------------------------------------------------- | ------------------------ | ----------------------------------------------------------------- | --------------------------------- |
| Začetek: 16:15 | Z. Chara 11:57 (PP) M. Gáborík 22:14 (ES) M. Gáborík 24:33 (ES) P. Demitra 59:21 (EN) | ( 1 - 1 , 2 - 2, 1 - 0 ) | 15:53 (ES) A. Ugarov 33:47 (ES) O. Antonenko 34:17 (ES) K. Kolcov | Gledalci: 2.800 Sodnik: Jyri Rönn |

| 6. maj 2007 | Češka | 3 – 4 (OT) | Kanada | Mitišči Arena, Mitišči |

| Poročilo tekme | Poročilo tekme                                                    | Poročilo tekme                      | Poročilo tekme                                                                     | Poročilo tekme                            |
| -------------- | ----------------------------------------------------------------- | ----------------------------------- | ---------------------------------------------------------------------------------- | ----------------------------------------- |
| Začetek: 20:15 | M. Židlický 13:17 (PP) T. Plekanec 32:05 (PP) R. Olesz 46:39 (PP) | ( 1 - 0 , 1 - 1 , 1 - 2 ) ( 0 - 1 ) | 22:15 (ES) J. McClement 43:22 (ES) E. Staal 50:57 (ES) S. Doan 60:23 (ES) E. Staal | Gledalci: 6.500 Sodnik: Vjačeslav Bulanov |

| 7. maj 2007 | Belorusija | 5 – 6 | Nemčija | Mitišči Arena, Mitišči |

| Poročilo tekme | Poročilo tekme                                                                                                 | Poročilo tekme            | Poročilo tekme | Poročilo tekme                     |
| -------------- | --- | ------------------------- | --- | ---------------------------------- |
| Začetek: 16:15 | D. Meleško 01:07 (ES) A. Kulakov 18:58 (ES) D. Dudik 26:25 (SH) K. Kolcov 33:43 (ES) V. Kostjučenok 18:58 (ES) | ( 2 - 3 , 2 - 1 , 1 - 2 ) | 05:50 (ES) M. Hackert 12:08 (PP) A. Barta 17:53 (PP) R. Dietrich 25:19 (PP) S. Felski 45:24 (PP) M. Wolf 53:55 (ES) M. Wolf | Gledalci: 2.000 Sodnik: Ole Hansen |

| 7. maj 2007 | Kanada | 6 – 3 | ZDA | Mitišči Arena, Mitišči |

| Poročilo tekme | Poročilo tekme | Poročilo tekme            | Poročilo tekme                                                      | Poročilo tekme                      |
| -------------- | --- | ------------------------- | ------------------------------------------------------------------- | ----------------------------------- |
| Začetek: 20:15 | J. McClement 00:08 (ES) M. Cammalleri 02:05 (PP) M. Lombardi 12:48 (ES) M. Cammalleri 13:25 (ES) M. Lombardi 35:19 (ES) M. Lombardi 51:58 (ES) | ( 4 - 0 , 1 - 2 , 1 - 1 ) | 29:47 (ES) P. Stastny 37:49 (ES) L. Stempniak 53:42 (ES) P. Stastny | Gledalci: 5.500 Sodnik: Milan Minář |

## Skupina za obstanek
Štiri četrtouvrščene reprezentance v vsaki skupini morajo v skupino za obstanek, ki je bila potrebna za določitev dveh reprezentanc, ki sta za 2009 izpadli v Divizijo I. 
|  | Reprezentanca nazaduje v Divizijo I |

### Skupina G
| Reprezentanca | OT | Z | ZP | PP | P | DG | PG | GR | Toč |
| ------------- | -- | - | -- | -- | - | -- | -- | -- | --- |
| Latvija       | 3  | 2 | 0  | 0  | 1 | 14 | 8  | +6 | 6   |
| Norveška      | 3  | 1 | 1  | 0  | 1 | 12 | 9  | +3 | 5   |
| Avstrija      | 3  | 1 | 0  | 1  | 1 | 11 | 12 | -1 | 4   |
| Ukrajina      | 3  | 1 | 0  | 0  | 2 | 7  | 15 | -8 | 3   |

| 4. maj 2007 | Avstrija | 2 – 3 (OT) | Norveška | Mitišči Arena, Mitišči |

| Poročilo tekme | Poročilo tekme                           | Poročilo tekme                   | Poročilo tekme                                                    | Poročilo tekme                       |
| -------------- | ---------------------------------------- | -------------------------------- | ----------------------------------------------------------------- | ------------------------------------ |
| Začetek: 16:15 | R. Lukas 29:19 (PP) D. Welser 42:26 (PP) | ( 0 - 0 , 1 - 2 , 1 - 0, 0 - 1 ) | 32:19 (PP) J. Andersen 37:10 (PP) A. Bastiansen 62:22 (ES) M. Ask | Gledalci: 1.500 Sodnik: Guy Pellerin |

| 4. maj 2007 | Latvija | 5 – 0 | Ukrajina | Mitišči Arena, Mitišči |

| Poročilo tekme | Poročilo tekme                                                                                                  | Poročilo tekme            | Poročilo tekme | Poročilo tekme                       |
| -------------- | --- | ------------------------- | -------------- | ------------------------------------ |
| Začetek: 20:15 | M. Cipulis 08:58 (ES) A. Saviels 17:32 (PP) O. Sorokins 21:15 (ES) O. Sorokins 34:41 (PP) M. Rēdlihs 47:00 (ES) | ( 2 - 0 , 2 - 0 , 1 - 0 ) |                | Gledalci: 2.100 Sodnik: Brent Reiber |

| 6. maj 2007 | Latvija | 5 – 1 | Avstrija | Hodinka Arena, Moskva |

| Poročilo tekme | Poročilo tekme | Poročilo tekme           | Poročilo tekme        | Poročilo tekme                         |
| -------------- | --- | ------------------------ | --------------------- | -------------------------------------- |
| Začetek: 12:15 | K. Daugaviņš 06:30 (PP) A. Ņiživijs 28:34 (ES) H. Vasiļjevs 43:24 (ES) R. Laviņš 47:12 (PP) L. Tambijevs 49:37 (PP) | ( 1 - 0 , 1 - 0, 3 - 1 ) | 42:06 (ES) M. Stewart | Gledalci: 6.150 Sodnik: Richard Schütz |

| 6. maj 2007 | Ukrajina | 3 – 2 | Norveška | Mitišči Arena, Mitišči |

| Poročilo tekme | Poročilo tekme                                                   | Poročilo tekme            | Poročilo tekme                             | Poročilo tekme                        |
| -------------- | ---------------------------------------------------------------- | ------------------------- | ------------------------------------------ | ------------------------------------- |
| Začetek: 12:15 | D. Cirul 14:01 (PP) O. Blagoj 32:34 (PP) J. Navarenko 48:52 (PP) | ( 1 - 0 , 1 - 2 , 1 - 0 ) | 28:10 (PP) P. Thoresen 38:17 (PP) M. Trygg | Gledalci: 1.700 Sodnik: Danny Kurmann |

| 7. maj 2007 | Avstrija | 8 – 4 | Ukrajina | Hodinka Arena, Moskva |

| Poročilo tekme | Poročilo tekme | Poročilo tekme            | Poročilo tekme                                                                          | Poročilo tekme                            |
| -------------- | --- | ------------------------- | --------------------------------------------------------------------------------------- | ----------------------------------------- |
| Začetek: 12:15 | T. Koch 06:16 (PP) D. Kalt 12:58 (PP) P. Lukas 14:24 (PP) T. Koch 24:16 (ES) P. Lukas 24:48 (ES) A. Lakos 27:58 (ES) M. Peintner 42:59 (ES) M. Peintner 46:55 (SH) | ( 3 - 1 , 3 - 2 , 2 - 1 ) | 18:46 (PP) V. Ljutkevič 23:31 (PP) O. Bobkin 37:26 (ES) D. Cirul 54:18 (ES) R. Salnikov | Gledalci: 6.020 Sodnik: Marcus Vinnerborg |

| 7. maj 2007 | Norveška | 7 – 4 | Latvija | Mitišči Arena, Mitišči |

| Poročilo tekme | Poročilo tekme | Poročilo tekme            | Poročilo tekme                                                                              | Poročilo tekme                        |
| -------------- | --- | ------------------------- | ------------------------------------------------------------------------------------------- | ------------------------------------- |
| Začetek: 12:15 | A. Bastiansen 03:28 (ES) L.E. Lund 05:03 (PP) M. Ask 10:33 (PP) M. Hansen 27:30 (PP) A. Bastiansen 29:17 (PP) M. Hansen 32:23 (PP) A. Bastiansen 57:27 (ES) | ( 3 - 2 , 3 - 0 , 1 - 2 ) | 16:09 (ES) H. Vasiļjevs 17:42 (ES) G. Galvins 40:49 (ES) A. Bērziņš 58:33 (ES) A. Semjonovs | Gledalci: 1.000 Sodnik: Danny Kurmann |

## Končnica

### Drevo končnice
|  | Četrtfinale |             |             |  |     |           |           |           |  |                           |                           |                           |   |
|  | E1          | Rusija      | 4           |  |     |           |           |           |  |                           |                           |                           |   |
|  | F4          | Češka       | 0           |  |     | Polfinale | Polfinale | Polfinale |  |                           |                           |                           |   |
|  |             |             |             |  |     | QF1       | Rusija    | 1         |  |                           |                           |                           |   |
|  | Četrtfinale | Četrtfinale | Četrtfinale |  | QF2 | Finska    | 2         |           |  |                           |                           |                           |   |
|  | F2          | ZDA         | 4           |  |     |           |           |           |  |                           |                           |                           |   |
|  | E3          | Finska      | 5           |  |     |           |           |           |  | Finale                    | Finale                    | Finale                    |   |
|  |             |             |             |  |     |           |           |           |  |                           | SF1                       | Finska                    | 2 |
|  | Četrtfinale | Četrtfinale | Četrtfinale |  |     |           |           |           |  |                           | SF2                       | Kanada                    | 4 |
|  | F1          | Kanada      | 5           |  |     |           |           |           |  |                           |                           |                           |   |
|  | E4          | Švica       | 1           |  |     | Polfinale | Polfinale | Polfinale |  | Tekma za bronasto medaljo | Tekma za bronasto medaljo | Tekma za bronasto medaljo |   |
|  |             |             |             |  |     | QF3       | Kanada    | 4         |  | SF1                       | Rusija                    | 3                         |   |
|  | Četrtfinale | Četrtfinale | Četrtfinale |  | QF4 | Švedska   | 1         |           |  | SF2                       | Švedska                   | 1                         |   |
|  | E2          | Švedska     | 7           |  |     |           |           |           |  |                           |                           |                           |   |
|  | F3          | Slovaška    | 4           |  |     |           |           |           |  |                           |                           |                           |   |

### Četrtfinale
| 9. maj 2007 | Rusija | 4 – 0 | Češka | Hodinka Arena, Moskva |

| Poročilo tekme | Poročilo tekme                                                                       | Poročilo tekme            | Poročilo tekme | Poročilo tekme                        |
| -------------- | ------------------------------------------------------------------------------------ | ------------------------- | -------------- | ------------------------------------- |
| Začetek: 16:15 | A. Markov 06:48 (PP) J. Malkin 40:23 (PP) A. Radulov 51:24 (ES) J. Malkin 54:46 (ES) | ( 1 - 0 , 0 - 0 , 3 - 0 ) |                | Gledalci: 12.000 Sodnik: Guy Pellerin |

| 9. maj 2007 | Švedska | 7 – 4 | Slovaška | Hodinka Arena, Moskva |

| Poročilo tekme | Poročilo tekme | Poročilo tekme            | Poročilo tekme                                                                            | Poročilo tekme                        |
| -------------- | --- | ------------------------- | ----------------------------------------------------------------------------------------- | ------------------------------------- |
| Začetek: 20:15 | F. Warg 07:28 (ES) J. Hedström 22:17 (ES) T. Mårtensson 26:02 (ES) J. Hedström 33:55 (PP) T. Mårtensson 47:03 (ES) M. Johansson 49:46 (PP) T. Mårtensson 59:45 (EN) | ( 1 - 2 , 3 - 0 , 3 - 2 ) | 02:10 (PP) M. Hossa 08:16 (ES) R. Kapuš 41:21 (ES) B. Radivojevič 51:27 (ES) R. Kukumberg | Gledalci: 7.000 Sodnik: Danny Kurmann |

| 10. maj 2007 | Kanada | 5 – 1 | Švica | Hodinka Arena, Moskva |

| Poročilo tekme | Poročilo tekme                                                                                            | Poročilo tekme            | Poročilo tekme         | Poročilo tekme                    |
| -------------- | --- | ------------------------- | ---------------------- | --------------------------------- |
| Začetek: 16:15 | M. Lombardi 15:22 (ES) J. Mayers 29:05 (ES) R. Nash 34:40 (PP) M. Lombardi 46:03 (PP) S. Weber 57:31 (ES) | ( 1 - 0 , 2 - 1 , 2 - 0 ) | 29:43 (ES) P. DiPietro | Gledalci: 6.000 Sodnik: Jyri Rönn |

| 10. maj 2007 | ZDA | 4 – 5 (PS) | Finska | Hodinka Arena, Moskva |

| Poročilo tekme | Poročilo tekme                                                                                | Poročilo tekme                            | Poročilo tekme                                                                                              | Poročilo tekme                            |
| -------------- | --------------------------------------------------------------------------------------------- | ----------------------------------------- | --- | ----------------------------------------- |
| Začetek: 20:15 | T. Petersen 20:48 (SH) T. Arnason 27:05 (ES) L. Stempniak 34:08 (ES) A. Hutchinson 54:20 (PP) | ( 0 - 1 , 3 - 3 , 1 - 0 , 0 - 0 , 0 - 1 ) | 17:03 (ES) T. Ruutu 24:33 (ES) P. Saravo 30:27 (ES) J. Viuhkola 35:32 (PP) T. Kallio 70:00 (PS) J. Lehtinen | Gledalci: 6.500 Sodnik: Marcus Vinnerborg |

### Polfinale
| 12. maj 2007 | Rusija | 1 – 2 (OT) | Finska | Hodinka Arena, Moskva |

| Poročilo tekme | Poročilo tekme       | Poročilo tekme                    | Poročilo tekme                             | Poročilo tekme                             |
| -------------- | -------------------- | --------------------------------- | ------------------------------------------ | ------------------------------------------ |
| Začetek: 15:15 | J. Malkin 08:36 (PP) | ( 1 - 1 , 0 - 0 , 0 - 0 , 0 - 1 ) | 12:06 (SH) J. Hentunen 65:40 (ES) M. Koivu | Gledalci: 12.000 Sodnik: Marcus Vinnerborg |

| 12. maj 2007 | Kanada | 4 – 1 | Švedska | Hodinka Arena, Moskva |

| Poročilo tekme | Poročilo tekme                                                                  | Poročilo tekme            | Poročilo tekme          | Poročilo tekme                        |
| -------------- | ------------------------------------------------------------------------------- | ------------------------- | ----------------------- | ------------------------------------- |
| Začetek: 19:15 | M.Cammalleri 11:05 (PP) J.Toews 12:23 (ES) E.Staal 18:38 (ES) R.Nash 35:17 (PP) | ( 3 - 0 , 1 - 1 , 0 - 0 ) | J. Davidsson 26:13 (ES) | Gledalci: 8.000 Sodnik: Danny Kurmann |

### Tekma za bronasto medaljo
| 13. maj 2007 | Rusija | 3 – 1 | Švedska | Hodinka Arena, Moskva |

| Poročilo tekme | Poročilo tekme                                                    | Poročilo tekme            | Poročilo tekme      | Poročilo tekme                       |
| -------------- | ----------------------------------------------------------------- | ------------------------- | ------------------- | ------------------------------------ |
| Začetek: 16:15 | A. Jemelin 06:18 (SH) S. Zinovjev 09:39 (ES) A. Frolov 21:04 (PP) | ( 2 - 0 , 1 - 0 , 0 - 1 ) | 48:08 (PP) A. Steen | Gledalci: 7.500 Sodnik: Guy Pellerin |

### Finale
| 13. maj 2007 | Kanada | 4 – 2 | Finska | Hodinka Arena, Moskva |

| Poročilo tekme | Poročilo tekme                                                                    | Poročilo tekme            | Poročilo tekme                                 | Poročilo tekme                             |
| -------------- | --------------------------------------------------------------------------------- | ------------------------- | ---------------------------------------------- | ------------------------------------------ |
| Začetek: 20:15 | R. Nash 06:10 (PP) E. Staal 13:48 (PP) C. Armstrong 29:11 (ES) R. Nash 58:54 (ES) | ( 2 - 0 , 1 - 0 , 1 - 2 ) | 51:08 (ES) P. Kontiola 57:44 (ES) A. Miettinen | Gledalci: 12.000 Sodnik: Marcus Vinnerborg |

## Končna lestvica in statistika

### Končna lestvica
Končna lestvica turnirja:
| Rk. | Team       |
| --- | ---------- |
|     | Kanada     |
|     | Finska     |
|     | Rusija     |
| 4.  | Švedska    |
| 5.  | ZDA        |
| 6.  | Slovaška   |
| 7.  | Češka      |
| 8.  | Švica      |
| 9.  | Nemčija    |
| 10. | Danska     |
| 11. | Belorusija |
| 12. | Italija    |
| 13. | Latvija    |
| 14. | Norveška   |
| 15. | Avstrija   |
| 16. | Ukrajina   |

### Vodilni igralci
Seznam prikazuje najučinkovitejših 10 igralcev (drsalcev), razvrščenih po točkah, nato zadetkih.
| Igralec           | OT | G | P  | Toč | +/- | KM | Pol |
| ----------------- | -- | - | -- | --- | --- | -- | --- |
| Johan Davidsson   | 9  | 7 | 7  | 14  | +3  | 2  | FW  |
| Aleksej Morozov   | 7  | 8 | 5  | 13  | +9  | 6  | FW  |
| Sergej Zinovjev   | 9  | 3 | 10 | 13  | +10 | 12 | FW  |
| Matthew Lombardi  | 9  | 6 | 6  | 12  | +4  | 4  | FW  |
| Danis Zaripov     | 9  | 3 | 9  | 12  | +10 | 6  | FW  |
| Rick Nash         | 9  | 6 | 5  | 11  | +8  | 4  | FW  |
| Aleksander Frolov | 9  | 5 | 6  | 11  | +4  | 0  | FW  |
| Marián Gáborík    | 6  | 5 | 6  | 11  | +6  | 14 | FW  |
| Tony Mårtensson   | 9  | 4 | 7  | 11  | +8  | 8  | FW  |
| Lee Stempniak     | 7  | 6 | 4  | 10  | +2  | 27 | FW  |

OT = odigranih tekem; G = golov; P = podaj; TOČ = točk; +/- = Plus/Minus; KM = Kazenskih minut

### Vodilni vratarji
Seznam prikazuje 5 najboljših vratarjev po odstotku ubranjenih strelov, ki so za svojo reprezentanco odigrali vsaj 40% igralnega časa.
| Igralec              | MNL | SNG | PG | PGT  | %OS  | SO |
| -------------------- | --- | --- | -- | ---- | ---- | -- |
| Aleksander Jeremenko | 366 | 139 | 6  | 0.98 | 95.7 | 2  |
| Cam Ward             | 300 | 129 | 11 | 2.20 | 91.5 | 0  |
| Kari Lehtonen        | 374 | 138 | 12 | 1.93 | 91.3 | 1  |
| Dwayne Roloson       | 240 | 111 | 10 | 2.50 | 91.0 | 0  |
| Jonas Hiller         | 359 | 167 | 15 | 2.51 | 91.0 | 0  |

Za obrazložitev tabele glej sem; MIN = igralni čas (minut:sekund).

## Medijska pokritost
| - Avstrija: - Avstrijske tekme: ORF - Ostale tekme: ORF Sport Plus - Češka: Česká televize (ČT2, ČT4 Sport) - Danska: TV2 Sport - Finska: YLE - Francija: Sport+ - Kanada: - Angleško: TSN - Francosko: RDS - Latvija: TV3 - Nemčija: - Nemške tekme: ARD , ZDF - Ostale tekme: DSF | - Norveška: - Norveške tekme: NRK - Ostale tekme: Viasat SportN, Viasat Sport 3 - Rusija: RTR Sport - Slovaška: STV - Slovenija: RTV Slovenija - Švedska: Viasat - Švica: - Nemško: SF zwei - Francosko: TSR2 - Italijansko: TSI 2 - Ukrajina: Megasport |